# SN 2005iq
SN 2005iq – supernowa typu Ia odkryta 5 listopada 2005 roku w galaktyce M-03-01-08. W momencie odkrycia miała maksymalną jasność 17,20m.